# 로버트 케이스

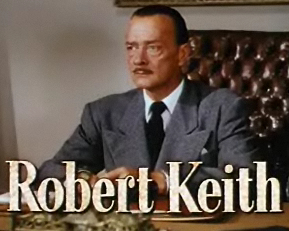

로버트 케이스(Robert Keith, 1898년 2월 10일 ~ 1966년 12월 22일)는 미국의 배우, 각본가, 작가, 텔레비전 배우, 영화배우이다.
로스앤젤레스에서 사망하였다.

## 영화
- 파시 프롬 헬 (1961년)
- 시머론 (1960년)
- 황야의 탈출 (1959년)
- 라인업 (1958년)
- 낙동강전투 최후의 고지전 (1957년)
- 마이 맨 갓프리 (1957년)
- 랜섬 (1956년)
- 천국과 지옥 (1956년)
- 바람에 쓴 편지 (1956년)
- 사랑하거나 떠나거나 (1955년)
- 아가씨와 건달들 (1955년)
- 영 앳 하트 (1954년)
- 배틀 서커스 (1953년)
- 스몰 타운 걸 (1953년)
- 와일드 원 (1953년)
- 당신을 원해요 (1951년)
- 14시간 (1951년)
- 히어 컴스 더 그룸 (1951년)
- 비정 (1949년)
- 스튜디오 원 (1948년)
- 부메랑 (1947년)
- 싸우잰드 치어 (1943년)